# Boksen op de Olympische Zomerspelen 2008 (kwalificatie)
Deze pagina beschrijft de kwalificatie voor het bokstoernooi op de Olympische Zomerspelen 2008.

## Kwalificatie
Elk Nationaal Olympisch Comité mag één sporter afvaardigen voor de kwalificatietoernooien in elke categorie. China, het gastland, mag 6 sporters afvaardigen (hooguit 1 per categorie), die meteen al voor de Spelen is geplaatst.

### Samenvatting
286 boksers hebben zich geplaatst voor het olympisch toernooi. Daarvan komen er 91 uit Europa, 62 uit Azië, 61 uit Afrika, 61 uit Amerika en 11 uit Oceanië. Rusland is als enige land in alle 11 klassen vertegenwoordigd. China, Cuba, Kazachstan en Marokko hebben 10 deelnemers, Australië, Frankrijk en de Verenigde Staten hebben er 9.
| NOC                           | Heren | Heren | Heren | Heren | Heren | Heren | Heren | Heren | Heren | Heren | Heren | Totaal |
| ----------------------------- | ----- | ----- | ----- | ----- | ----- | ----- | ----- | ----- | ----- | ----- | ----- | ------ |
| NOC                           | -48kg | -51kg | -54kg | -57kg | -60kg | -64kg | -69kg | -75kg | -81kg | -91kg | +91kg | Totaal |
| Algerije                      |       |       | X     | X     | X     |       |       | X     | X     | X     | X     | 7      |
| Amerikaanse Maagdeneilanden   |       |       |       |       |       |       | X     |       | X     |       |       | 2      |
| Argentinië                    |       |       |       |       |       |       |       | X     |       |       |       | 1      |
| Armenië                       | X     |       |       |       | X     | X     |       | X     |       |       |       | 4      |
| Australië                     |       | X     | X     | X     | X     | X     | X     | X     |       | X     | X     | 9      |
| Azerbeidzjan                  |       | X     |       | X     |       |       |       |       |       |       |       | 2      |
| Bahama's                      |       |       |       |       |       |       | X     |       |       |       |       | 1      |
| Botswana                      |       |       | X     | X     |       |       |       |       |       |       |       | 2      |
| Brazilië                      | X     | X     |       | X     | X     | X     |       |       | X     |       |       | 6      |
| Bulgarije                     |       |       |       |       |       | X     |       |       |       |       | X     | 2      |
| Canada                        |       |       |       |       |       |       | X     |       |       |       |       | 1      |
| Centraal-Afrikaanse Republiek |       |       |       |       |       |       | X     |       |       |       |       | 1      |
| China                         | X     |       | X     | X     | X     | X     | X     | X     | X     | X     | X     | 10     |
| Colombia                      |       |       | X     |       | X     |       |       |       | X     | X     | X     | 5      |
| Congo-Kinshasa                |       |       |       |       |       |       |       | X     |       |       |       | 1      |
| Cuba                          | X     | X     | X     | X     | X     | X     | X     | X     |       | X     | X     | 10     |
| Dominicaanse Republiek        | X     | X     |       | X     |       | X     | X     | X     |       |       |       | 6      |
| Duitsland                     |       |       | X     | X     |       |       | X     | X     |       |       |       | 4      |
| Ecuador                       | X     |       |       | X     |       |       |       | X     |       |       |       | 3      |
| Egypte                        |       |       |       |       |       |       | X     | X     | X     |       |       | 3      |
| Ethiopië                      |       | X     |       |       |       |       |       |       |       |       |       | 1      |
| Filipijnen                    | X     |       |       |       |       |       |       |       |       |       |       | 1      |
| Frankrijk                     | X     | X     | X     | X     | X     | X     | X     | X     |       | X     |       | 9      |
| Gambia                        |       |       |       |       |       |       |       | X     |       |       |       | 1      |
| Georgië                       |       |       |       | X     |       |       | X     |       |       |       |       | 2      |
| Ghana                         | X     |       | X     | X     |       | X     |       | X     | X     |       |       | 6      |
| Grenada                       |       |       |       |       |       |       | X     |       |       |       |       | 1      |
| Griekenland                   |       |       |       |       |       |       |       | X     |       | X     |       | 2      |
| Groot-Brittannië              |       | X     | X     |       | X     | X     | X     | X     | X     |       | X     | 8      |
| Guatemala                     |       | X     |       |       |       |       |       |       |       |       |       | 1      |
| Haïti                         |       |       |       |       |       |       |       |       | X     |       |       | 1      |
| Hongarije                     | X     | X     |       |       | X     | X     |       |       | X     |       |       | 5      |
| Ierland                       | X     |       | X     |       |       | X     |       | X     | X     |       |       | 5      |
| India                         |       | X     | X     | X     |       |       |       | X     | X     |       |       | 5      |
| Iran                          |       |       |       |       |       | X     |       |       | X     | X     |       | 3      |
| Italië                        |       | X     | X     | X     | X     |       |       |       |       | X     | X     | 6      |
| Japan                         |       |       |       | X     |       | X     |       |       |       |       |       | 2      |
| Kameroen                      | X     |       |       |       |       | X     | X     |       |       |       |       | 3      |
| Kazachstan                    | X     | X     | X     | X     | X     | X     | X     | X     | X     |       | X     | 10     |
| Kenia                         | X     | X     |       | X     |       |       |       |       | X     |       |       | 4      |
| Kirgizië                      |       |       |       |       | X     |       |       |       |       |       |       | 1      |
| Kroatië                       |       |       |       |       |       |       |       |       | X     |       | X     | 2      |
| Lesotho                       |       |       | X     |       |       |       |       |       |       |       |       | 1      |
| Litouwen                      |       |       |       |       |       | X     |       |       | X     |       | X     | 3      |
| Madagaskar                    |       |       |       |       | X     |       |       |       |       |       |       | 1      |
| Marokko                       | X     | X     | X     | X     | X     | X     | X     | X     |       | X     | X     | 10     |
| Mauritius                     |       |       | X     |       |       | X     |       |       |       |       |       | 2      |
| Mexico                        |       |       | X     | X     | X     |       |       |       |       |       |       | 3      |
| Moldavië                      |       |       | X     |       |       |       | X     |       |       |       |       | 2      |
| Mongolië                      | X     |       | X     | X     |       | X     |       |       |       |       |       | 4      |
| Montenegro                    |       |       |       |       |       |       |       |       |       | X     |       | 1      |
| Namibië                       | X     |       |       |       | X     |       | X     |       |       |       |       | 3      |
| Nigeria                       |       |       |       |       | X     |       |       |       | X     | X     | X     | 4      |
| Noord-Korea                   |       |       |       |       | X     |       |       |       |       |       |       | 1      |
| Oeganda                       | X     |       |       |       |       |       |       |       |       |       |       | 1      |
| Oekraïne                      | X     |       |       | X     | X     |       | X     | X     |       | X     | X     | 7      |
| Oezbekistan                   | X     | X     | X     | X     |       |       | X     | X     | X     |       |       | 7      |
| Papoea-Nieuw-Guinea           | X     |       |       |       |       |       |       |       |       |       |       | 1      |
| Polen                         | X     | X     |       |       |       |       |       |       |       |       |       | 2      |
| Puerto Rico                   |       | X     | X     |       | X     | X     |       |       | X     |       |       | 5      |
| Roemenië                      |       |       |       |       | X     | X     |       |       |       |       |       | 2      |
| Rusland                       | X     | X     | X     | X     | X     | X     | X     | X     | X     | X     | X     | 11     |
| Samoa                         |       |       |       |       |       |       |       |       | X     |       |       | 1      |
| Spanje                        | X     |       |       |       |       |       |       |       |       |       |       | 1      |
| Sri Lanka                     |       | X     |       |       |       |       |       |       |       |       |       | 1      |
| Swaziland                     | X     |       |       |       |       |       |       |       |       |       |       | 1      |
| Tadzjikistan                  | X     | X     |       |       |       |       |       |       | X     |       |       | 3      |
| Thailand                      | X     | X     | X     | X     | X     | X     | X     | X     |       |       |       | 8      |
| Tunesië                       |       | X     |       | X     | X     | X     |       |       | X     |       |       | 5      |
| Turkije                       |       | X     |       | X     | X     |       | X     |       | X     |       |       | 5      |
| Turkmenistan                  |       |       |       |       |       |       | X     |       |       |       |       | 1      |
| Venezuela                     | X     |       | X     |       |       | X     |       | X     | X     |       | X     | 6      |
| Verenigde Staten              | X     | X     | X     | X     | X     | X     | X     | X     |       | X     |       | 9      |
| Wit-Rusland                   |       |       | X     |       |       |       | X     |       | X     | X     |       | 4      |
| Zambia                        |       | X     |       |       |       | X     | X     |       |       |       |       | 3      |
| Zuid-Afrika                   |       | X     |       |       |       |       |       |       |       |       |       | 1      |
| Zuid-Korea                    |       | X     | X     |       | X     |       | X     | X     |       |       |       | 5      |
| Zweden                        |       |       |       |       |       |       |       | X     | X     |       |       | 2      |
| Totaal: 78 NOCs               | 29    | 28    | 28    | 28    | 28    | 28    | 29    | 28    | 28    | 16    | 16    | 286    |

### Kwalificatie tijdlijn
| Evenement                | Evenement                | Datum               | Locatie              |
| ------------------------ | ------------------------ | ------------------- | -------------------- |
| Wereldkampioenschappen   | Wereldkampioenschappen   | 23 okt – 3 nov 2007 | Chicago              |
| Afrika                   | 1e kwalificatie          | 23-31 jan 2008      | Algiers              |
| Afrika                   | 2e kwalificatie          | 24-29 mrt 2008      | Windhoek             |
| Azië                     | 1e kwalificatie          | 25 jan – 2 feb 2008 | Bangkok              |
| Azië                     | 2e kwalificatie          | 17-23 mrt 2008      | Astana               |
| Amerika                  | 1e kwalificatie          | 12-18 mrt 2008      | Port of Spain        |
| Amerika                  | 2e kwalificatie          | 25-30 apr 2008      | Guatemala City       |
| Europa                   | 1e kwalificatie          | 25 feb -1 mrt 2008  | Roseto degli Abruzzi |
| Europa                   | 2e kwalificatie          | 7-12 april 2008     | Athene               |
| Oceanië Kampioenschappen | Oceanië Kampioenschappen | 21-25 apr 2008      | Apia                 |

## Lichtvlieggewicht (-48kg)
| Evenement                      | Evenement                      | Plaatsen | Gekwalificeerd                                                                      |
| ------------------------------ | ------------------------------ | -------- | ----------------------------------------------------------------------------------- |
| Afrika                         | Wereldkampioenschappen         | 0        |                                                                                     |
| Afrika                         | 1e kwalificatie                | 3        | NAM Jafet Uutoni KEN Suleiman Bilali GHA Manyo Plange                               |
| Afrika                         | 2e kwalificatie                | 3        | CMR Thomas Essomba MAR Redouane Bouchtouk UGA Ronald Serugo                         |
| Azië                           | Wereldkampioenschappen         | 3        | CHN Zou Shiming PHI Harry Tanamor THA Amnat Ruanroeng                               |
| Azië                           | 1e kwalificatie                | 2        | KAZ Birzhan Zhakypov UZB Rafikjon Sultonov                                          |
| Azië                           | 2e kwalificatie                | 2        | TJK Sherali Dostiev MGL Purevdori Serdamba                                          |
| Amerika                        | Wereldkampioenschappen         | 1        | USA Luis Yanez                                                                      |
| Amerika                        | 1e kwalificatie                | 2        | ECU Jose Luis Meza VEN Eduard Bermudez                                              |
| Amerika                        | 2e kwalificatie                | 3        | BRA Paulo Carvalho DOM Winston Mendez CUB Yampier Hernandez                         |
| Europa                         | Wereldkampioenschappen         | 4        | FRA Nordine Oubaali ARM Hovhannes Danielyan UKR Georgiy Chygayev IRL Patrick Barnes |
| Europa                         | 1e kwalificatie                | 2        | RUS David Ayrapetyan POL Lukasz Maszczyk                                            |
| Europa                         | 2e kwalificatie                | 2        | HUN Pál Bedák ESP Kelvin de la Nieve                                                |
| Oceanië                        | Wereldkampioenschappen         | 0        |                                                                                     |
| Oceanië                        | Oceanisch kampioenschap        | 1        | PNG Jack Willie                                                                     |
| Olympische tripartitecommissie | Olympische tripartitecommissie | 1        | SWZ Simanga Shiba                                                                   |
| TOTAAL                         | TOTAAL                         | 29       |                                                                                     |

## Vlieggewicht (-51kg)
| Evenement | Evenement               | Plaatsen | Gekwalificeerd                                                                |
| --------- | ----------------------- | -------- | ----------------------------------------------------------------------------- |
| Afrika    | Wereldkampioenschappen  | 0        |                                                                               |
| Afrika    | 1e kwalificatie         | 3        | TUN Walid Cherif MAR Abdelillah Nhaila ETH Molla Getachew                     |
| Afrika    | 2e kwalificatie         | 3        | ZAM Cassius Chiyanika KEN Bernard Ngumba RSA Jackson Chauke                   |
| Azië      | Wereldkampioenschappen  | 2        | THA Somjit Jongjohor SRI Anurudha Rathnayake                                  |
| Azië      | 1e kwalificatie         | 2        | TJK Anvar Yunusov KOR Lee Ok-Sung                                             |
| Azië      | 2e kwalificatie         | 3        | KAZ Mirat Sarsembayev UZB Tulashboy Doniyorov IND Jitender Kumar              |
| Amerika   | Wereldkampioenschappen  | 2        | USA Raushee Warren PUR McWilliams Arroyo                                      |
| Amerika   | 1e kwalificatie         | 2        | DOM Juan Carlos Payano CUB Andry Laffita                                      |
| Amerika   | 2e kwalificatie         | 2        | GUA Eddie Valenzuela BRA Robenilson Vieria                                    |
| Europa    | Wereldkampioenschappen  | 4        | ITA Vincenzo Picardi AZE Samir Mammadov POL Rafal Kaczor RUS Georgy Balakshin |
| Europa    | 1e kwalificatie         | 2        | HUN Norbert Kalucza GBR Khalid Saeed Yafai                                    |
| Europa    | 2e kwalificatie         | 2        | TUR Furkan Ulaş Memiş FRA Jérôme Thomas                                       |
| Oceanië   | Wereldkampioenschappen  | 0        |                                                                               |
| Oceanië   | Oceanisch kampioenschap | 1        | AUS Stephen Sutherland                                                        |
| TOTAAL    | TOTAAL                  | 28       |                                                                               |

## Bantamgewicht (-54kg)
| Evenement | Evenement               | Plaatsen | Gekwalificeerd                                                             |
| --------- | ----------------------- | -------- | -------------------------------------------------------------------------- |
| Afrika    | Wereldkampioenschappen  | 0        |                                                                            |
| Afrika    | 1e kwalificatie         | 3        | ALG Abdelhalim Ouradi MAR Hicham Mesbahi BOT Khumiso Ikgopoleng            |
| Afrika    | 2e kwalificatie         | 2        | GHA Issah Samir MRI Bruno Julie TAN Emilian Polino                         |
| Afrika    | Hertoewijzing           | 1        | LES Thabiso Nketu                                                          |
| Azië      | Wereldkampioenschappen  | 2        | MGL Enkhbat Badar-Uugan CHN Gu Yu                                          |
| Azië      | 1e kwalificatie         | 2        | IND Akhil Kumar THA Worapoj Petchkoom                                      |
| Azië      | 2e kwalificatie         | 3        | KAZ Kanat Abutalipov UZB Khurshid Tadjibayev KOR Han Soon-Chul             |
| Amerika   | Wereldkampioenschappen  | 4        | PUR McJoe Arroyo COL Jonatan Romero USA Gary Russell VEN Héctor Manzanilla |
| Amerika   | 1e kwalificatie         | 2        | CUB Yankiel Leon MEX Oscar Valdez                                          |
| Amerika   | 2e kwalificatie         | 0        |                                                                            |
| Europa    | Wereldkampioenschappen  | 2        | RUS Sergey Vodopyanov GBR Joseph Murray                                    |
| Europa    | 1e kwalificatie         | 3        | IRL John Joe Nevin MDA Veaceslav Gojan GER Rustamhodza Rahimov             |
| Europa    | 2e kwalificatie         | 3        | FRA Ali Hallab BLR Khavazhi Khatsigov ITA Vittorio Parrinello              |
| Oceanië   | Wereldkampioenschappen  | 0        |                                                                            |
| Oceanië   | Oceanisch kampioenschap | 1        | AUS Luke Boyd                                                              |
| TOTAAL    | TOTAAL                  | 28       |                                                                            |

## Vedergewicht (-57kg)
| Evenement | Evenement               | Plaatsen | Gekwalificeerd                                                |
| --------- | ----------------------- | -------- | ------------------------------------------------------------- |
| Afrika    | Wereldkampioenschappen  | 0        |                                                               |
| Afrika    | 1e kwalificatie         | 3        | MAR Mahdi Ouatine ALG Abdelkader Chadi TUN Alaa Shili         |
| Afrika    | 2e kwalificatie         | 3        | KEN Nick Okoth BOT Thato Batshegi GHA Prince Dzanie           |
| Azië      | Wereldkampioenschappen  | 3        | CHN Li Yang THA Sailom Adi IND Anthresh Lalit Lakra           |
| Azië      | 1e kwalificatie         | 2        | UZB Bahodirjon Sultonov JPN Satoshi Shimizu                   |
| Azië      | 2e kwalificatie         | 2        | KAZ Galib Jafarov MGL Zorigbaatar Enkhzorig                   |
| Amerika   | Wereldkampioenschappen  | 2        | USA Raynell Williams MEX Arturo Santos Reyes                  |
| Amerika   | 1e kwalificatie         | 2        | CUB Idel Torriente ECU Luis Enrique Porozo                    |
| Amerika   | 2e kwalificatie         | 2        | BRA Robson Conceiçao DOM Roberto Navarro                      |
| Europa    | Wereldkampioenschappen  | 3        | RUS Albert Selimov UKR Vasyl Lomatsjenko TUR Yakup Kilic      |
| Europa    | 1e kwalificatie         | 3        | FRA Khedafi Djelkhir AZE Shahin Imranov GER Wilhelm Gratschow |
| Europa    | 2e kwalificatie         | 2        | ITA Alessio di Savino GEO Nikoloz Izoria                      |
| Oceanië   | Wereldkampioenschappen  | 0        |                                                               |
| Oceanië   | Oceanisch kampioenschap | 1        | AUS Paul Flemming                                             |
| TOTAAL    | TOTAAL                  | 28       |                                                               |

## Lichtgewicht (-60kg)
| Evenement | Evenement               | Plaatsen | Gekwalificeerd                                                                                      |
| --------- | ----------------------- | -------- | --------------------------------------------------------------------------------------------------- |
| Afrika    | Wereldkampioenschappen  | 0        | |
| Afrika    | 1e kwalificatie         | 3        | TUN Saifeddine Nejmaoui ALG Hamza Kramou MAR Tahar Tamsamani                                        |
| Afrika    | 2e kwalificatie         | 3        | MAD Jean de Dieu Soloniaina NGR Rasheed Lawal NAM Julius Indongo                                    |
| Azië      | Wereldkampioenschappen  | 2        | PRK Kim Song Guk THA Pichai Sayotha                                                                 |
| Azië      | 1e kwalificatie         | 2        | CHN Hu Qing KOR Baik Jong-Sub                                                                       |
| Azië      | 2e kwalificatie         | 2        | KAZ Merey Akshalov KGZ Asylbek Talasbayev                                                           |
| Amerika   | Wereldkampioenschappen  | 1        | COL Darley Perez                                                                                    |
| Amerika   | 1e kwalificatie         | 2        | CUB Yordenis Ugas USA Sadam Ali                                                                     |
| Amerika   | 2e kwalificatie         | 3        | PUR Jose Pedraza BRA Everton Lopes MEX Francisco Vargas                                             |
| Europa    | Wereldkampioenschappen  | 5        | GBR Frankie Gavin ITA Domenico Valentino RUS Alexey Tishchenko TUR Onur Sipal ARM Hrachik Javakhyan |
| Europa    | 1e kwalificatie         | 2        | UKR Olexandr Klyuchko HUN Miklos Varga                                                              |
| Europa    | 2e kwalificatie         | 2        | FRA Daouda Sow ROU Georgian Popescu                                                                 |
| Oceanië   | Wereldkampioenschappen  | 0        | |
| Oceanië   | Oceanisch kampioenschap | 1        | AUS Anthony Little                                                                                  |
| TOTAAL    | TOTAAL                  | 28       | |

## Halfweltergewicht (-64kg)
| Evenement | Evenement               | Plaatsen | Gekwalificeerd                                                                                          |
| --------- | ----------------------- | -------- | --- |
| Afrika    | Wereldkampioenschappen  | 0        | |
| Afrika    | 1e kwalificatie         | 3        | MAR Driss Moussaid TUN Hamza Hassini ZAM Hastings Bwalya                                                |
| Afrika    | 2e kwalificatie         | 3        | MRI Richarno Colin GHA Samuel Kotey Neequaye CMR Smaila Mahaman                                         |
| Azië      | Wereldkampioenschappen  | 3        | KAZ Serik Sapijev JPN Masatsugu Kawachi IRI Morteza Sepahvand                                           |
| Azië      | 1e kwalificatie         | 2        | THA Manus Boonjumnong CHN Maimaitituersun Qiong                                                         |
| Azië      | 2e kwalificatie         | 1        | MGL Uranchimeg Munkh-Erdene                                                                             |
| Amerika   | Wereldkampioenschappen  | 0        | |
| Amerika   | 1e kwalificatie         | 3        | CUB Rosniel Iglesias VEN Jonny Sanchez USA Javier Molina                                                |
| Amerika   | 2e kwalificatie         | 3        | PUR Jonathan Gonzalez DOM Manuel Félix Díaz BRA Myke Carvalho                                           |
| Europa    | Wereldkampioenschappen  | 5        | RUS Gennady Kovalev GBR Bradley Saunders ARM Eduard Hambardzumyan FRA Alexis Vastine BUL Boris Georgiev |
| Europa    | 1e kwalificatie         | 2        | HUN Gyula Kate ROU Ionut Gheorghe                                                                       |
| Europa    | 2e kwalificatie         | 2        | IRL John Joe Joyce LTU Egidijus Kavaliauskas                                                            |
| Oceanië   | Wereldkampioenschappen  | 0        | |
| Oceanië   | Oceanisch kampioenschap | 1        | AUS Todd Kidd                                                                                           |
| TOTAAL    | TOTAAL                  | 28       | |

## Weltergewicht (-69kg)
| Evenement                      | Evenement                      | Plaatsen | Gekwalificeerd                                                        |
| ------------------------------ | ------------------------------ | -------- | --------------------------------------------------------------------- |
| Afrika                         | Wereldkampioenschappen         | 0        |                                                                       |
| Afrika                         | 1e kwalificatie                | 2        | EGY Hosam Bakr Abdin CMR Joseph Mulema ALG Choayeb Oussassi           |
| Afrika                         | 2e kwalificatie                | 2        | NAM Mujandjae Kasuto KEN Nickson Abaka MAR Mehdi Khalsi               |
| Afrika                         | Hertoewijzing                  | 2        | CAF Bruno Bongongo ZAM Precious Makina                                |
| Azië                           | Wereldkampioenschappen         | 3        | THA Non Boonjumnong CHN Hanati Silamu KAZ Bakhyt Sarsekbayev          |
| Azië                           | 1e kwalificatie                | 2        | KOR Kim Jung-Joo UZB Dilshod Mahmudov                                 |
| Azië                           | 2e kwalificatie                | 1        | TKM Aliasker Bashirov                                                 |
| Amerika                        | Wereldkampioenschappen         | 2        | USA Demetrius Andrade CAN Adam Trupish                                |
| Amerika                        | 1e kwalificatie                | 2        | CUB Carlos Banteaux ISV John Jackson                                  |
| Amerika                        | 2e kwalificatie                | 2        | DOM Gilber Lenin Castillo BAH Tureano Johnson                         |
| Europa                         | Wereldkampioenschappen         | 3        | TUR Adem Kilicci MDA Vitalie Grusac GER Jack Culcay-Keth              |
| Europa                         | 1e kwalificatie                | 3        | BLR Mahamed Nurudzinau UKR Oleksandr Stretskyy GBR Billy Joe Saunders |
| Europa                         | 2e kwalificatie                | 3        | FRA Jaouad Chiguer GEO Kakhaber Zhvania RUS Andrey Balanov            |
| Oceanië                        | Wereldkampioenschappen         | 0        |                                                                       |
| Oceanië                        | Oceanisch kampioenschap        | 1        | AUS Gerard O'Mahony                                                   |
| Olympische tripartitecommissie | Olympische tripartitecommissie | 1        | GRN Rolande Moses                                                     |
| TOTAAL                         | TOTAAL                         | 29       |                                                                       |

## Middengewicht (-75kg)
| Evenement | Evenement               | Plaatsen | Gekwalificeerd                                                    |
| --------- | ----------------------- | -------- | ----------------------------------------------------------------- |
| Afrika    | Wereldkampioenschappen  | 1        | MAR Said Rachidi                                                  |
| Afrika    | 1e kwalificatie         | 3        | EGY Mohamed Hikal GHA Ahmed Saraku ALG Nabil Kassel               |
| Afrika    | 2e kwalificatie         | 2        | GAM Badou Jack COD Herry Saliku Biembe                            |
| Azië      | Wereldkampioenschappen  | 2        | KAZ Bakhtiyar Artayev CHN Wang Jianzheng                          |
| Azië      | 1e kwalificatie         | 2        | THA Angkhan Chomphuphuang UZB Elshod Rasulov                      |
| Azië      | 2e kwalificatie         | 2        | IND Vijender Vijender KOR Cho Deok-Jin                            |
| Amerika   | Wereldkampioenschappen  | 2        | VEN Alfonso Blanco DOM Argenis Nunez                              |
| Amerika   | 1e kwalificatie         | 2        | CUB Emilio Correa ECU Carlos Gongora                              |
| Amerika   | 2e kwalificatie         | 2        | USA Shawn Estrada ARG Ezequiel Maderna                            |
| Europa    | Wereldkampioenschappen  | 3        | RUS Matvey Korobov UKR Sergiy Derevyanchenko GER Konstantin Buga  |
| Europa    | 1e kwalificatie         | 3        | SWE Naim Terbunja GBR James DeGale ARM Andranik Hakobyan          |
| Europa    | 2e kwalificatie         | 3        | IRL Darren Sutherland FRA Jean-Mickaël Raymond GRE Georgios Gazis |
| Oceanië   | Wereldkampioenschappen  | 0        |                                                                   |
| Oceanië   | Oceanisch kampioenschap | 1        | AUS Jarrod Fletcher                                               |
| TOTAAL    | TOTAAL                  | 28       |                                                                   |

## Halfzwaargewicht (-81kg)
| Evenement | Evenement               | Plaatsen | Gekwalificeerd                                                                                   |
| --------- | ----------------------- | -------- | ------------------------------------------------------------------------------------------------ |
| Afrika    | Wereldkampioenschappen  | 1        | EGY Ramadan Yasser                                                                               |
| Afrika    | 1e kwalificatie         | 2        | ALG Abdelhafid Benchebla TUN Mourad Sahraoui                                                     |
| Afrika    | 2e kwalificatie         | 3        | GHA Bastir Samir KEN Aziz Ali NGR Dauda Izobo                                                    |
| Azië      | Wereldkampioenschappen  | 2        | UZB Abbos Atoev KAZ Yerkebuian Shynaliyev                                                        |
| Azië      | 1e kwalificatie         | 2        | TJK Djakhon Kurbanov CHN Zhang Xiaoping                                                          |
| Azië      | 2e kwalificatie         | 2        | IRI Mehdi Ghorbani IND Dinesh Kumar                                                              |
| Amerika   | Wereldkampioenschappen  | 0        |                                                                                                  |
| Amerika   | 1e kwalificatie         | 3        | PUR Carlos Negron VEN Luis Gonzalez BRA Washington Silva                                         |
| Amerika   | 2e kwalificatie         | 3        | COL Eleider Alvarez ISV Julius Jackson HAI Azea Austinama                                        |
| Europa    | Wereldkampioenschappen  | 5        | RUS Artur Beterbiev LTU Daugirdas Semiotas HUN Imre Szellő CRO Marijo Sivolija GBR Tony Jeffries |
| Europa    | 1e kwalificatie         | 1        | UKR Ismayl Sillakh BLR Ramazan Magamedau                                                         |
| Europa    | 2e kwalificatie         | 2        | IRL Kenneth Egan SWE Kennedy Katende                                                             |
| Europa    | Hertoewijzing           | 1        | TUR Bahram Muzaffer                                                                              |
| Oceanië   | Wereldkampioenschappen  | 0        |                                                                                                  |
| Oceanië   | Oceanisch kampioenschap | 1        | SAM Satupaitea Farani Tavui                                                                      |
| TOTAAL    | TOTAAL                  | 28       |                                                                                                  |

## Zwaargewicht (-91kg)
| Evenement | Evenement               | Plaatsen | Gekwalificeerd                                           |
| --------- | ----------------------- | -------- | -------------------------------------------------------- |
| Afrika    | Wereldkampioenschappen  | 0        |                                                          |
| Afrika    | 1e kwalificatie         | 2        | ALG Abdelaziz Toulbini MAR Mohamed Arjaoui               |
| Afrika    | 2e kwalificatie         | 1        | NGR Olanrewaju Durodola                                  |
| Azië      | Wereldkampioenschappen  | 1        | CHN Yushan Nijiati                                       |
| Azië      | 1e kwalificatie         | 1        | IRI Ali Mazaheri                                         |
| Azië      | 2e kwalificatie         | 0        |                                                          |
| Amerika   | Wereldkampioenschappen  | 0        |                                                          |
| Amerika   | 1e kwalificatie         | 2        | CUB Osmay Acosta USA Deontay Wilder                      |
| Amerika   | 2e kwalificatie         | 1        | COL Deivi Julio Blanco                                   |
| Europa    | Wereldkampioenschappen  | 3        | ITA Clemente Russo RUS Rakhim Chakhkeiv FRA John M'Bumba |
| Europa    | 1e kwalificatie         | 2        | BLR Viktar Zuyeu UKR Oleksandr Usyk                      |
| Europa    | 2e kwalificatie         | 2        | MNE Milorad Gajovic GRE Elias Pavlidis                   |
| Oceanië   | Wereldkampioenschappen  | 0        |                                                          |
| Oceanië   | Oceanisch kampioenschap | 1        | AUS Bradley Pitt                                         |
| TOTAAL    | TOTAAL                  | 16       |                                                          |

## Superzwaargewicht (+91kg)
| Evenement | Evenement               | Plaatsen | Gekwalificeerd                                                     |
| --------- | ----------------------- | -------- | ------------------------------------------------------------------ |
| Afrika    | Wereldkampioenschappen  | 0        |                                                                    |
| Afrika    | 1e kwalificatie         | 1        | ALG Newfel Ouatah                                                  |
| Afrika    | 2e kwalificatie         | 2        | MAR Mohamed Amanissi NGR Onorede Ehwareme                          |
| Azië      | Wereldkampioenschappen  | 1        | CHN Zhang Zhilei                                                   |
| Azië      | 1e kwalificatie         | 0        |                                                                    |
| Azië      | 2e kwalificatie         | 1        | KAZ Ruslan Myrsatayev                                              |
| Amerika   | Wereldkampioenschappen  | 0        |                                                                    |
| Amerika   | 1e kwalificatie         | 1        | CUB Robert Alfonso                                                 |
| Amerika   | 2e kwalificatie         | 2        | VEN José Payares COL Oscar Rivas                                   |
| Europa    | Wereldkampioenschappen  | 3        | ITA Roberto Cammarelle UKR Vjatsjeslav Hlazkov RUS Islam Timurziev |
| Europa    | 1e kwalificatie         | 2        | BUL Kubrat Pulev CRO Marko Tomasović                               |
| Europa    | 2e kwalificatie         | 2        | LTU Jaroslavas Jakšto GBR David Price                              |
| Oceanië   | Wereldkampioenschappen  | 0        |                                                                    |
| Oceanië   | Oceanisch kampioenschap | 1        | AUS Daniel Beahan                                                  |
| TOTAAL    | TOTAAL                  | 16       |                                                                    |